# NASCAR Winston Cup 1982
De NASCAR Winston Cup 1982 was het 34e seizoen van het belangrijkste NASCAR kampioenschap dat in de Verenigde Staten gehouden wordt. Het seizoen startte op 14 februari met de Daytona 500 en eindigde op 21 november met de Winston Western 500. Darrell Waltrip won het kampioenschap voor de tweede keer in zijn carrière. De trofee rookie of the year werd uitgereikt aan Geoff Bodine.

## Races
Top drie resultaten, exhibitie- en kwalificatiewedstrijden staan niet vermeld.
| '  | Datum  | Race                             | Circuit                         | Winnaar         | Tweede          | Derde           |
| 1  | 14-feb | Daytona 500                      | Daytona International Speedway  | Bobby Allison   | Cale Yarborough | Joe Ruttman     |
| 2  | 21-feb | Richmond 400                     | Richmond International Raceway  | Dave Marcis     | Richard Petty   | Benny Parsons   |
| 3  | 14-mrt | Valleydale 500                   | Bristol Motor Speedway          | Darrell Waltrip | Dale Earnhardt  | Morgan Shepherd |
| 4  | 21-mrt | Coca-Cola 500                    | Atlanta Motor Speedway          | Darrell Waltrip | Richard Petty   | Cale Yarborough |
| 5  | 28-mrt | Carolina 500                     | North Carolina Speedway         | Cale Yarborough | Terry Labonte   | Benny Parsons   |
| 6  | 4-apr  | CRC Chemicals Rebel 500          | Darlington Raceway              | Dale Earnhardt  | Cale Yarborough | Bill Elliott    |
| 7  | 18-apr | Northwestern Bank 400            | North Wilkesboro Speedway       | Darrell Waltrip | Terry Labonte   | Dale Earnhardt  |
| 8  | 25-apr | Virginia National Bank 500       | Martinsville Speedway           | Harry Gant      | Butch Lindley   | Neil Bonnett    |
| 9  | 2-mei  | Winston 500                      | Talladega Superspeedway         | Darrell Waltrip | Terry Labonte   | Benny Parsons   |
| 10 | 8-mei  | Cracker Barrel Country Store 420 | Music City Motorplex            | Darrell Waltrip | Terry Labonte   | Ron Bouchard    |
| 11 | 16-mei | Mason-Dixon 500                  | Dover International Speedway    | Bobby Allison   | Dave Marcis     | Dale Earnhardt  |
| 12 | 30-mei | World 600                        | Charlotte Motor Speedway        | Neil Bonnett    | Bill Elliott    | Bobby Allison   |
| 13 | 6-jun  | Van Scoy Diamond Mines 500       | Pocono Raceway                  | Bobby Allison   | Tim Richmond    | Benny Parsons   |
| 14 | 13-jun | Budweiser 400                    | Riverside International Raceway | Tim Richmond    | Terry Labonte   | Geoff Bodine    |
| 15 | 20-jun | Gabriel 400                      | Michigan International Speedway | Cale Yarborough | Darrell Waltrip | Bill Elliott    |
| 16 | 4-jul  | Firecracker 400                  | Daytona International Speedway  | Bobby Allison   | Bill Elliott    | Ron Bouchard    |
| 17 | 10-jul | Busch Nashville 420              | Music City Motorplex            | Darrell Waltrip | Terry Labonte   | Harry Gant      |
| 18 | 25-jul | Mountain Dew 500                 | Pocono Raceway                  | Bobby Allison   | Richard Petty   | Terry Labonte   |
| 19 | 1-aug  | Talladega 500                    | Talladega Superspeedway         | Darrell Waltrip | Buddy Baker     | Richard Petty   |
| 20 | 22-aug | Champion Spark Plug 400          | Michigan International Speedway | Bobby Allison   | Richard Petty   | Harry Gant      |
| 21 | 28-aug | Busch 500                        | Bristol Motor Speedway          | Darrell Waltrip | Bobby Allison   | Harry Gant      |
| 22 | 6-sep  | Southern 500                     | Darlington Raceway              | Cale Yarborough | Richard Petty   | Dale Earnhardt  |
| 23 | 12-sep | Wrangler Sanfor-Set 400          | Richmond International Raceway  | Bobby Allison   | Tim Richmond    | Darrell Waltrip |
| 24 | 19-sep | CRC Chemicals 500                | Dover International Speedway    | Darrell Waltrip | Kyle Petty      | Bill Elliott    |
| 25 | 3-okt  | Holly Farms 400                  | North Wilkesboro Speedway       | Darrell Waltrip | Harry Gant      | Terry Labonte   |
| 26 | 10-okt | National 500                     | Charlotte Motor Speedway        | Harry Gant      | Bill Elliott    | David Pearson   |
| 27 | 17-okt | Old Dominion 500                 | Martinsville Speedway           | Darrell Waltrip | Ricky Rudd      | Richard Petty   |
| 28 | 31-okt | American 500                     | North Carolina Speedway         | Darrell Waltrip | Bobby Allison   | Neil Bonnett    |
| 29 | 7-nov  | Atlanta Journal 500              | Atlanta Motor Speedway          | Bobby Allison   | Harry Gant      | Darrell Waltrip |
| 30 | 21-nov | Winston Western 500              | Riverside International Raceway | Tim Richmond    | Ricky Rudd      | Darrell Waltrip |

## Eindstand - Top 10
| 1  | Darrell Waltrip | 4489 |
| 2  | Bobby Allison   | 4417 |
| 3  | Terry Labonte   | 4211 |
| 4  | Harry Gant      | 3877 |
| 5  | Richard Petty   | 3814 |
| 6  | Dave Marcis     | 3666 |
| 7  | Buddy Arrington | 3642 |
| 8  | Ron Bouchard    | 3545 |
| 9  | Ricky Rudd      | 3537 |
| 10 | Morgan Shepherd | 3451 |